# Scutigerina malagassa
Scutigerina malagassa är en mångfotingart som först beskrevs av de Saussure et Zehntner 1902.  Scutigerina malagassa ingår i släktet Scutigerina och familjen Scutigerinidae.
Artens utbredningsområde är Madagaskar. Inga underarter finns listade i Catalogue of Life.